# 岡田和人
岡田 和人（おかだ かずと）は日本の漫画家。山形県出身。

## 人物
代表作である「教科書にないッ!」は、1995年に青山真治の初監督作品として三浦綺音主演でVシネマ化され、1998年には宮村優子、三石琴乃、上田祐司主演でOVA化（VHS、LD（全2巻）、北米版DVD（全1巻）英題「Very Private Lesson」）された。

## 作品リスト
- 教科書にないッ!（『ヤングチャンピオン』（秋田書店） - 2002年No.19、全18巻）
- 成仏しませぅ（『コミックバーズ』（スコラ、ソニー・マガジンズ）連載、全1巻）
- 天使じゃないッ！（『ヤングチャンピオン（本誌、増刊）』（秋田書店）不定期掲載、全1巻）
- ちちんぷいッ！（『月刊チャンピオンRED』（秋田書店）2002年10月号 - 2003年5月号、全1巻）
- ほっぷすてっぷじゃんぷッ！（『ヤングチャンピオン』（秋田書店）2003年No.3 - 2006年No.6、全9巻）
- すんドめ（『ヤングチャンピオン』（秋田書店）2006年No.1 - 2009年No.21、全8巻）
- いびつ（『ヤングチャンピオン』（秋田書店）2010年No.8 - 2013年No.3、全7巻）
- いっツー（『ヤングチャンピオン』（秋田書店）2013年No.12 - 2016年No.8、全7巻）
- ぱンすと。（『ヤングチャンピオン』（秋田書店）2016年No.21 - 2023年No.15、全15巻）
- すりこみっ！（『ヤングチャンピオン』（秋田書店）2024年No.7 - 、既刊2巻）